# Тодор Христов (футболист)
Вижте пояснителната страница за други личности с името Тодор Христов.
Тодор Христов е български футболист, състезател от март 2015 година на ФК Сливнишки герой (Сливница).
Роден на 25 септември 1987 в Попово. Поста на който играе е ляв атакуващ полузащитник.

## Кариера
Стартира футболната си кариера в „Септември“ (София), където остава до 2004 година, след което преминава в редиците на Марек (Дупница). Едва 16-годишен дебютира в А група.
Малко по-късно последва наставника си Румен Стоянов в „Свиленград 1921“. Още в първия си сезон на „Колодрума“ Христов е избран от феновете за най-добър футболист на сезон 2005-2006.
Следващата година става един от голмайсторите на тима и е с голяма заслуга за спечелената промоция в Б група.
Веднага след това преминава в Монтата, където обаче престоя едва няколко месеца. За него следва ново връщане в Септември през 2008 година. Лятото на същата година Тошко Христов преминава в „Любимец“, а от зимата на 2009 е част от „Свиленград 1921“. През сезон 2010-2011 играе за Берое (Стара Загора)
На 9 юни 2011 година преминава в Левски (София).  Договорът на футболиста е за три години
След неуспешен полусезон се завръща в Берое. С едва 9 изиграни мача за Левски и скандал с ръководството престоят на Христов в Левски става само 1 полусезон.

## Успехи
- Футболист номер едно на Свиленград за сезон 2005-2006
- Футболист номер две на Свиленград за сезон 2006-2007
- Първо място в Югоизточната В група през сезон 2006-2007
- Част от аматьорския национален отбор класирал се за европейското първенство през лятото на 2007